# Tristan Kelly
Tristan Nicole Kelly (ur. 28 marca 2002) – amerykańska zapaśniczka walcząca w stylu wolnym.
Dziewiąta na mistrzostwach panamerykańskich w 2023. Złota medalistka wojskowych MŚ w 2023 i srebrna w 2024. 
Trzecia na MŚ juniorów w 2022. Mistrzyni panamerykańska U-23 w 2024. Wygrała zawody kadetów w 2019 roku.
Zawodniczka Douglas County High School, Colorado Mesa University i United States Army.